# Cerro Coposa
Cerro Coposa är ett berg i Chile.   Det ligger i provinsen Provincia del Tamarugal och regionen Región de Tarapacá, i den norra delen av landet, 1 400 km norr om huvudstaden Santiago de Chile. Toppen på Cerro Coposa är 4 668 meter över havet.
Terrängen runt Cerro Coposa är huvudsakligen kuperad. Trakten runt Cerro Coposa är nära nog obefolkad, med mindre än två invånare per kvadratkilometer.. 
Omgivningarna runt Cerro Coposa är i huvudsak ett öppet busklandskap.